# Фабіано де Ліма Кампос Марія
Фабіано де Ліма Кампос Марія (порт. Fabiano de Lima Campos Maria, нар. 24 листопада 1985, Сан-Жозе-дус-Кампус) — бразильський футболіст, нападник австрійського клубу «ЛАСК».
Насамперед відомий виступами за клуби «Понте-Прета», «Рапід» (Відень) та «Аріс».

## Ігрова кар'єра

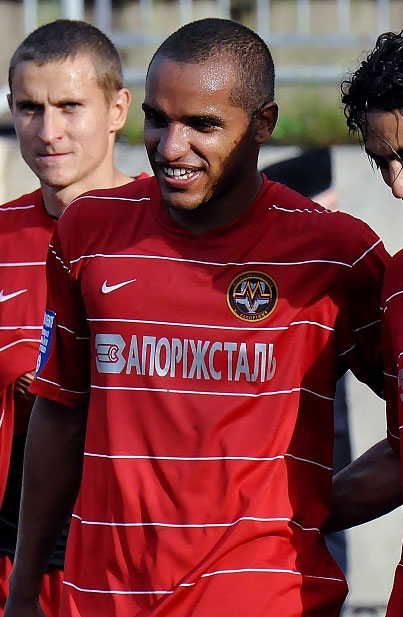
Фабіано у складі запорізького «Металурга»

У дорослому футболі дебютував 2004 року виступами за команду клубу «Понте-Прета», в якій провів три сезони.
Своєю грою за цю команду привернув увагу представників тренерського штабу клубу «Рапід» (Відень), до складу якого приєднався 2007 року. Відіграв за віденську команду наступні один сезон своєї ігрової кар'єри.
Протягом 2008—2010 років захищав кольори команди клубу «Вакер» (Інсбрук).
У 2010 році уклав контракт з грецьким клубом «Аріс», у складі якого провів наступні один рік своєї кар'єри гравця, провівши лише 3 гри національного чемпіонату. 
У березні 2011 року на правах вільного агента уклав однорічний контракт із запорізьким «Металургом». Відігравши один рік в Україні, повернувся до Австрії, де став гравцем клубу «ЛАСК».